# Listă de filme fantastice din anii 1950
Aceasta este o listă de filme fantastice din anii 1950:
| 1950 • 1951 • 1952 • 1953 • 1954 • 1955 • 1956 • 1957 • 1958 • 1959 |                                                             | |                                                                                    |                     |
| Titlu                                                               | Regizor                                                     | Actori | Țara                                                                               | Note                |
| 1950                                                                |                                                             | |                                                                                    |                     |
| Beauty and the Devil                                                | René Clair                                                  | Michel Simon, Gérard Philipe, Nicole Besnard                                                                           | Franța                                                                             |                     |
| Cinderella                                                          | Clyde Geronimi, Wilfred Jackson, Hamilton Luske             | | Statele Unite ale Americii                                                         | Film de animație    |
| Orphée                                                              | Jean Cocteau                                                | Jean Marais, Marie Déa, François Perier                                                                                | Franța                                                                             |                     |
| The Magic Sword (1950 film)                                         | Vojislav Nanović                                            | Rade Marković, Vera Ilić-Đukić, Milivoje Živanović, Marko Marinković, Bata Paskaljević, Milan Ajvaz, Ljubiša Jokanović | Iugoslavia                                                                         |                     |
| 1951                                                                |                                                             | |                                                                                    |                     |
| Alice in Wonderland                                                 | Clyde Geronimi, Wilfred Jackson, Hamilton Luske             | | Statele Unite ale Americii                                                         | Film de animație    |
| A Christmas Carol                                                   | Brian Desmond Hurst                                         | Alastair Sim, Kathleen Harrison, Mervyn Johns                                                                          | Regatul Unit al Marii Britanii și al Irlandei de Nord                              |                     |
| The Tales of Hoffmann                                               | Michael Powell, Emeric Pressburger                          | Moira Shearer, Robert Rounseville, Pamela Brown                                                                        | Regatul Unit al Marii Britanii și al Irlandei de Nord · Statele Unite ale Americii |                     |
| 1952                                                                |                                                             | |                                                                                    |                     |
| Aladdin and His Lamp                                                | Lew Landers                                                 | Patricia Medina, Johnny Sands, Richard Erdman                                                                          | Statele Unite ale Americii                                                         |                     |
| Jack and the Beanstalk                                              | Jean Yarbrough                                              | Bud Abbott, Lou Costello, Buddy Baer                                                                                   | Statele Unite ale Americii                                                         |                     |
| 1953                                                                |                                                             | |                                                                                    |                     |
| The 5,000 Fingers of Dr. T                                          | Roy Rowland                                                 | Peter Lind Hayes, Mary Healy, Hans Conried                                                                             | Statele Unite ale Americii                                                         |                     |
| Peter Pan                                                           | Clyde Geronimi, Wilfred Jackson, Hamilton Luske             | | Statele Unite ale Americii                                                         | Film de animație    |
| Sadko                                                               | Aleksandr Ptușko                                            | Sergei Stolyarov, Alla Larionova, Mikhail Troyanovsky                                                                  | Uniunea Republicilor Sovietice Socialiste                                          |                     |
| Ugetsu                                                              | Kenji Mizoguchi                                             | Machiko Kyō, Masayuki Mori, Kinuyo Tanaka, Sakae Ozawa                                                                 | Japonia                                                                            |                     |
| 1954                                                                |                                                             | |                                                                                    |                     |
| Ulysses                                                             | Mario Camerini                                              | Kirk Douglas, Silvana Mangano, Anthony Quinn                                                                           | Italia                                                                             |                     |
| 1955                                                                |                                                             | |                                                                                    |                     |
| A Kid for Two Farthings                                             | Carol Reed                                                  | Celia Johnson, Diana Dors, David Kossoff                                                                               | Regatul Unit al Marii Britanii și al Irlandei de Nord · Statele Unite ale Americii |                     |
| Kismet                                                              | Vincente Minnelli                                           | Howard Keel, Ann Blyth, Dolores Gray                                                                                   | Statele Unite ale Americii                                                         |                     |
| 1956                                                                |                                                             | |                                                                                    |                     |
| Carousel                                                            | Henry King                                                  | Gordon MacRae, Shirley Jones, Cameron Mitchell, Barbara Ruick                                                          | Statele Unite ale Americii                                                         |                     |
| Ilya Muromets                                                       | Alexander Ptushko                                           | Boris Andreyev, Andrei Abrikosov, Natalya Medvedeva                                                                    | Uniunea Republicilor Sovietice Socialiste                                          |                     |
| The Seventh Seal                                                    | Ingmar Bergman                                              | Max von Sydow, Gunnar Björnstrand, Bengt Ekerot                                                                        | Suedia                                                                             |                     |
| 1957                                                                |                                                             | |                                                                                    |                     |
| The Pied Piper of Hamelin                                           | Bretaigne Windust                                           | Doodles Weaver, Kay Starr, Claude Rains                                                                                | Statele Unite ale Americii                                                         | Film de televiziune |
| Sabu and the Magic Ring                                             | George Blair                                                | John Doucette, George Khoury, John Lomma                                                                               | Statele Unite ale Americii                                                         |                     |
| The Snow Queen                                                      | Lev Atamanov                                                | | Uniunea Republicilor Sovietice Socialiste                                          | Film de animație    |
| The Story of Mankind                                                |                                                             | |                                                                                    |                     |
| 1958                                                                |                                                             | |                                                                                    |                     |
| Bell, Book and Candle                                               | Richard Quine                                               | James Stewart, Kim Novak, Jack Lemmon                                                                                  | Statele Unite ale Americii                                                         |                     |
| The Seventh Voyage of Sinbad                                        | Nathan H. Juran                                             | Kerwin Mathews, Kathryn Grant, Richard Eyer                                                                            | Statele Unite ale Americii                                                         |                     |
| tom thumb                                                           | George Pal                                                  | Russ Tamblyn, Alan Young, Terry-Thomas                                                                                 | Regatul Unit al Marii Britanii și al Irlandei de Nord · Statele Unite ale Americii |                     |
| 1959                                                                |                                                             | |                                                                                    |                     |
| 1001 Arabian Nights                                                 | Jack Kinney                                                 | | Statele Unite ale Americii                                                         | Film de animație    |
| Black Orpheus                                                       | Marcel Camus                                                | Breno Mello, Marpessa Dawn, Lea Garcia                                                                                 | Brazilia · Franța · Italia · Portugalia                                            |                     |
| Journey to the Center of the Earth                                  | Henry Levin                                                 | Pat Boone, James Mason, Arlene Dahl                                                                                    | Statele Unite ale Americii                                                         |                     |
| The Birth of Japan                                                  | Hiroshi Inagaki                                             | Yoko Tsukasa, Kyoko Kagawa, Koji Tsuruta                                                                               | Japonia                                                                            |                     |
| Sampo                                                               | Alexander Ptushko, Gregg Sebelious, Holger Harrivirta       | Nina Anderson, Ingrid Elhardt, Marvin Miller                                                                           | Finlanda · Uniunea Republicilor Sovietice Socialiste                               |                     |
| Sleeping Beauty                                                     | Les Clark, Eric Larson, Clyde Geronimi, Wolfgang Reitherman | | Statele Unite ale Americii                                                         | Film de animație    |